# Провоторов, Фёдор Иванович
Фёдор Ива́нович Провото́ров (род. 28 февраля 1965) — председатель Касимовской городской Думы, 4-й мэр города Рязани, депутат, а затем Председатель Рязанской городской Думы 1-го созыва, бывший член Слоновской ОПГ.

## Биография
Родился в селе Пальное Рязанского района Рязанской области 28 февраля 1965 года. Окончил среднюю школу села Пальное в 1982 году. Трудовую биографию начал слесарем-сборщиком на Рязанском радиозаводе. После распада СССР работал оператором Муниципального культурного центра города Рязани, директором финансовой пирамиды АООТ «Эфес-Лидер», генеральным директором ЗАО «Концерн-Эфес».
С 1995 года участвовал в становлении ряда крупных предприятий в Рязани и Касимове. С 1997 года являлся акционером ряда крупных предприятий, расположенных в Рязанской области.
С 1999 года занимается политической деятельностью. Пpoвотopoв являлся одним из основателей общественно-политического движения «Единство» в Рязанской области, позднее став его председателем. В 2000 году одержал победу на выборах депутатов Касимовской городской Думы с результатом 67 % голосов. Через год, в 2001 году становится Депутатом Рязанской областной Думы, где работал в комитете по государственному устройству и местному самоуправлению.
В 2001 году во время слияния фракций и созданием всероссийской политической партии «Единая Россия» входит в состав Рязанского регионального политического совета партии.
В этом же году окончил Рязанский Государственный педагогический университет им. С. А. Есенина, по специальности «юриспруденция».
В январе 2004 года одержал победу на выборах мэра Касимова, через два года — в 2006 выиграл конкурс на должность мэра Рязани, которую занимал последующие два года.
2 марта 2008 года избран депутатом Рязанской городской Думы от фракции «Единая Россия», в связи с чем сложил с себя полномочия мэра города. 20 марта избран председателем Рязанской городской Думы.
23 апреля 2012 года под давлением общественности и губернатора Рязанской области добровольно сложил с себя полномочия председателя городской Думы, оставаясь при этом в её составе рядовым депутатом.
23 июля 2012 года выиграл выборы в Касимовскую городскую Думу по 3-му одномандатному округу, на которые был выдвинут общественной организацией предпринимателей «Единый Касимов», в связи с чем 26 июля 2012 года сложил с себя полномочия депутата Рязанской городской Думы, однако заявление Пpoвотopoва было удовлетворено только 30 августа.
10 октября 2012 года большинством голосов был избран председателем Касимовской городской Думы.
В феврале 2015 года возглавляемая Фёдором Провоторовым Касимовская городская дума присвоила ему звание Почётного гражданина города Касимова.
Был женат на Провоторовой Ирине Анатольевне, в настоящее время — в разводе.

## Уголовные дела
В 1991—1996 годах Фёдор Пpoвотopoв являлся членом Слоновской ОПГ, известным под кличкой «Федя Лысый» и «Федя Утюг».
В 1995 году, в качестве главы фирмы «Эфес-Лидер», пытался взять под контроль Центральный рынок города Рязани, затем, после уничтожения группировки, привлекался к уголовной ответственности в связи с продажей блокирующего пакета акций Касимовского ликероводочного завода. Пpoвотopoв был арестован, однако позже отпущен под залог, а уголовное дело в отношении него закрыто через полгода.
Ночью 2 сентября 2006 года на трассе Рязань-Клепики, управляя автомобилем Mercedes Benz ML 500, Фёдор Пpoвотopoв сбил двух подростков 14 и 18 лет, скончавшихся на месте. Вину за это ДТП взял на себя депутат Касимовской районной думы Сергей Васин, друг Пpoвотopoва. По результатам расследования было возбуждено уголовное дело по статье 264 УК РФ («Нарушение правил дорожного движения при эксплуатации транспортных средств, повлекшее по неосторожности смерть человека»), а позднее — по статьям 306 («Заведомо ложный донос, сопряженный с искусственным созданием доказательств обвинения») и 289 («Незаконное участие в предпринимательской деятельности»).
Расследование уголовного дела о ДТП было завершено в апреле 2011 года, передано прокурору по расследованию особо важных дел 8 августа, а 20 августа 2012 года — в суд для рассмотрения по существу.. Однако Пpoвотopoву удалось избежать уголовного преследования по сроку давности, который согласно пункту «б» ч. 1 ст. 78 Уголовного Кодекса РФ по данной категории преступлений составляет шесть лет со дня совершения преступления.

## Награды
- Орден Даниила Московского[22] — за «значительный вклад в дело возрождения православных святынь, храмов и монастырей Рязанской митрополии»
- Медаль «Честь и польза» международного благотворительного фонда «Меценаты столетия»
- Медаль «В память подвига в Отечественной войне 1812 года» (2014)[23]
- Почётная грамота губернатора Рязанской области (2015)[24]
- Почётный гражданин города Касимова (2015)